# Ravalli County
Ravalli County is een county in de Amerikaanse staat Montana.
De county heeft een landoppervlakte van 6.201 km² en telt 36.070 inwoners (volkstelling 2000). De hoofdplaats is Hamilton.